# Hageri
Hageri est un petit bourg de la commune de Kohila du comté de Rapla en Estonie .
Au 31 décembre 2011, il compte 212 habitants.